# Arthur River (vattendrag i Western Australia)
Arthur River är ett vattendrag i Australien. Det ligger i delstaten Western Australia, omkring 200 kilometer sydost om delstatshuvudstaden Perth.
Trakten runt Arthur River består till största delen av jordbruksmark. Trakten runt Arthur River är nära nog obefolkad, med mindre än två invånare per kvadratkilometer. Genomsnittlig årsnederbörd är 739 millimeter. Den regnigaste månaden är september, med i genomsnitt 141 mm nederbörd, och den torraste är februari, med 7 mm nederbörd.